# Norman Mailer
Norman Kingsley Mailer, pseudonimo di Nachem Malech Mailer (Long Branch, 31 gennaio 1923 – New York, 10 novembre 2007), è stato uno scrittore statunitense, nonché giornalista, saggista, commediografo.
Ha lavorato anche per il cinema, come attore e regista. Dai suoi libri sono state tratte svariate sceneggiature. Come artista era ritenuto tra i maggiori dei suoi anni, come uomo era ovunque temuto per il suo spirito dissacratore e per le sue iniziative spesso scandalose e sconcertanti.

## Biografia
Nato nel New Jersey in una famiglia ebraica, crebbe a Brooklyn. Studiò ad Harvard, laureandosi in ingegneria aeronautica, e divorando i classici del realismo americano. Nel 1943 partì per il fronte, attento a trasformare ogni esperienza nel romanzo più sensazionale sulla seconda guerra mondiale. Difatti, nel 1948, il romanzo Il nudo e il morto lo rese famoso e ricco. Anche se i suoi successivi romanzi non ebbero successo, non dovette preoccuparsi; infatti, nel frattempo, come fondatore e cronista del giornale del Greenwich Village iniziò una battaglia contro la società americana totalitaria, repressa, repressiva e nevrotica, facendosi portavoce della rivolta beat prima e hippy poi, di cui anticipò in parte la filosofia nel saggio Il bianco negro (1957), in cui descrisse e diffuse lo stile di vita detto hipster.  In quest'opera egli gettò le basi di un misticismo della carne, ispirato alla spontaneità, alla violenza e alla ricerca di sensazioni immediate che sarebbero state proprie secondo lui degli afroamericani degli ambienti del jazz, come una forma di esistenzialismo americano della classe media bianca.
La sua stessa vita si improntò a questo modello, e spesso diede esca a cronache scandalistiche: si rese famoso come bevitore di whisky, sperimentatore di LSD e fumatore di marijuana, ma anche per aver sfidato un campione di pugilato. 
Finì in carcere per aver accoltellato alla schiena e ferito gravemente la seconda moglie (Mailer si sposò sei volte) Adele Morales con un tagliapenna durante un party in cui aveva consumato alcol e droga (novembre 1960); in seguito ricoverato dopo aver rivolto l'arma contro sé stesso, fu arrestato in ospedale (pur non denunciato dalla moglie, che disse di essere caduta su schegge di vetro, egli rese una confessione), e condannato a tre anni per tentato omicidio (pena sospesa dopo una valutazione psichiatrica), ma ormai la sua fama era affermata. Si segnalò poi come critico delle femministe e accusato da esse di fomentare con la sua vita e i suoi scritti la violenza contro le donne.
Nel 1964 con Il sogno dell'America, rileggendo Karl Marx attraverso il sessuologo Wilhelm Reich, dipinse un quadro allucinante delle nevrosi del suo Paese (la guerra del Vietnam sarebbe diventata una compensazione di tali nevrosi). Nel 1967 fu alla testa della marcia pacifista sul Pentagono, descritta in Le armate della notte (premio Pulitzer e National Book Award nel 1969). Nel 1970 si candidò, senza successo, come sindaco di New York. Rivinse il Pulitzer nel 1980 per Il canto del boia, la storia del primo cittadino statunitense a venire giustiziato nel 1977 dopo un decennio di sospensione della pena capitale. È scomparso il 10 novembre 2007 a New York a causa di un'insufficienza renale.

## Opere

### Narrativa
- Il nudo e il morto (The Naked and the Dead, 1948), Milano, Garzanti, 1950; trad. di Chiara Stangalino, Torino, Einaudi, 2010.
- La costa dei barbari (Barbary Shore, 1951), trad. di Delfina Vezzoli, Milano, Baldini & Castoldi, 2010 [prima edizione italiana]
- Il parco dei cervi (The Deer Park, 1955), Milano, Garzanti, 1957; trad. di M. Sibaldi, Milano, Baldini Castoldi Dalai, 2011.
- Un sogno americano (An American Dream, 1965), trad. di Ettore Capriolo, Collana Nuovi Scrittori Stranieri n.16, Milano, Mondadori, 1966; Introduzione di Barbara Lanati, Collana Oscar Narrativa n.1013, Mondadori, 1989; Collana ETascabili. Letteratura n.1133, Torino, Einaudi, 2004; Collana I grandi delfini n.127, Milano, La nave di Teseo, 2023, ISBN 978-88-346-1313-9.
- The Short Fiction of Norman Mailer, 1967.
- Il canto del boia (The Executioner's Song, 1979), Milano, Mondadori, 1981.
- Antiche sere (Ancient Evenings, 1983), trad. di Pier Francesco Paolini, Milano, Bompiani, 1983.
- I duri non ballano (Tough Guys Don't Dance, 1984), trad. di Pier Francesco Paolini, Milano, Bompiani, 1985.
- Il fantasma di Harlot (Harlot's Ghost, 1991), trad. di Pier Francesco Paolini, Collana Letteraria, Milano, Bompiani, 1992, ISBN 978-88-452-1926-9.
- Il Vangelo secondo il Figlio (The Gospel According To The Son, 1997), trad. di M.T. Marenco, Milano, Baldini & Castoldi, 1997.
- Il castello nella foresta (The Castle in the Forest, 2007), trad. di Giovanna Granato, Torino, Einaudi, 2008.

### Saggistica, reportage, biografie
- The White Negro, 1957
  - The white negro. La solitudine dell'hipster, trad. di C. Mapelli, Collana Etcetera, Roma, Castelvecchi, 2015, ISBN 978-88-694-4228-5.
- Pubblicità per me stesso (Advertisements for Myself, 1959), Lerici, 1962; poi trad. di A. Serpieri e M. Materassi, Milano, Baldini Castoldi Dalai, 2009,
- Rapporti al presidente (The Presidential Papers, 1963), Milano, Mondadori, 1964
- Cannibals and Christians (1966)
- Perché siamo nel Vietnam? (Why are we in Vietnam?, 1967), Milano, Mondadori, 1968
- Le armate della notte (Armies of the Night, 1968), Milano, Mondadori, 1968
- Miami e l'assedio di Chicago (Miami and the Siege of Chicago: An Informal History of the Republican and Democratic Conventions of 1968, 1968), Milano, Mondadori, 1969.
- Un fuoco sulla luna (Of a Fire on the Moon, 1969), Milano, Mondadori, 1971
- Il prigioniero del sesso (The Prisoner of Sex, 1971), Milano, Mondadori, 1971
- St. George and The Godfather (1972)
- Marilyn (Marilyn, 1973)
- The Faith of Grafitti (1974)
- The Fight, 1975
  - Il match, trad. di Andrea D'Anna, Milano, Mondadori, 1976; col titolo Il combattimento, Collana Romanzi e Racconti n.186, Milano, Baldini & Castoldi, 2000, ISBN 88-8089-855-8.
  - La sfida, trad. di Alfredo Colitto, Collana Stile Libero. Big, Torino, Einaudi, 2012, ISBN 978-88-06-19121-4; Collana Oceani, Milano, La nave di Teseo, 2022, ISBN 978-88-346-1091-6.
- Of a Small and Modest Malignancy, Wicked and Bristling with Dots (1980)
- Marilyn, le donne e l'eleganza (Of Women and Their Elegance, 1980), Milano, Mondadori, 1981
- Pieces and Pontifications (1982)
- Portrait of Picasso as a Young Man: An Interpretative Biography (1995)
- Il racconto di Oswald. Un mistero americano (Oswald's Tale: An American Mystery, 1995), trad. di Pier Francesco Paolini, Collana Letteraria, Milano, Bompiani, 1995, ISBN 978-88-452-2653-3; Milano, La nave di Teseo, 2024, ISBN 978-88-685-2051-9.
- Perché siamo in guerra? (Why Are We At War?, 2003), trad. di L. Conti, Collana Stile Libero, Torino, Einaudi, 2003, ISBN 978-88-061-6708-0.
- The Spooky Art: Some Thoughts on Writing (2003)
- The Big Empty: Dialogues on Politics, Sex, God, Boxing, Morality, Myth, Poker and Bad Conscience in America (2006)
- A proposito di Dio: una conversazione fuori dal comune (On God: An Uncommon Conversation, 2007), Milano, Baldini Castoldi Dalai, 2008.

## Filmografia

### Attore (parziale)
- Beyond the Law, regia di Norman Mailer (1968)
- Wild 90, regia di Norman Mailer (1968)
- Maidstone, regia di Norman Mailer (1970)
- Double Pisces, Scorpio Rising, regia di Dick Fontaine (1970)
- Ragtime, regia di Miloš Forman (1981)
- Una mamma per amica, 1 episodio (2004)

### Regista
- Beyond the Law (1968)
- Wild 90 (1968)
- Maidstone (1970)
- I duri non ballano (Tough Guys Don't Dance) (1987)